# Кизиларайський сільський округ
Кизилара́йський сільський округ (каз. Қызыларай ауылдық округі, рос. Кызыларайский сельский округ) — адміністративна одиниця у складі Актогайського району Карагандинської області Казахстану. Адміністративний центр — село Акжарик.
Населення — 438 осіб (2021; 696 у 2009, 1025 у 1999, 1414 у 1989).
Станом на 1989 рік існувала Кизиларайська сільська рада (села Акжарик, Амірхан, Жунусбек, Кенасу). 2007 року були ліквідовані села Амірхан, Жунусбек та Кенасу.

## Склад
До складу округу входять такі населені пункти:
| Населений пункт | Населення, осіб (1989) | Населення, осіб (1999) | Населення, осіб (2009) | Населення, осіб (2021) |
| --------------- | ---------------------- | ---------------------- | ---------------------- | ---------------------- |
| Акжарик, село   | 953                    | 959                    | 696                    | 438                    |
| Амірхан, село   | 147                    | 18                     | -                      | -                      |
| Жунусбек, село  | 141                    | 26                     | -                      | -                      |
| Кенасу, село    | 173                    | 22                     | -                      | -                      |